# Sicyodes biviaria
Sicyodes biviaria là một loài bướm đêm trong họ Geometridae.